# US Quevilly-Rouen
Az US Quevilly-Rouen Métropole egy francia labdarúgócsapat, melynek székhelye Rouenben található. A Ligue 2-ben szerepel.

## Jelenlegi keret
2022. augusztus 23-i állapot szerint.
| #  |     | Poszt | Név                                               |
| -- | --- | ----- | ------------------------------------------------- |
| 1  | FRA | K     | Nicolas Lemaître                                  |
| 2  | FRA | V     | Alpha Sissoko                                     |
| 4  | FRA | KP    | Balthazar Pierret                                 |
| 5  | FRA | V     | Till Cissokho                                     |
| 6  | FRA | KP    | Kalidou Sidibé                                    |
| 7  | BFA | KP    | Mamady Bangré (kölcsönben a Toulouse csapatától)  |
| 9  | CTA | CS    | Louis Mafouta                                     |
| 10 | FRA | KP    | Alexandre Bonnet                                  |
| 11 | FRA | CS    | Andréas Hountondji (kölcsönben a Caen csapatától) |
| 12 | FRA | KP    | Garland Gbelle                                    |
| 13 | FRA | KP    | Yann Boé-Kane                                     |

| #  |     | Poszt | Név                                              |
| -- | --- | ----- | ------------------------------------------------ |
| 16 | GLP | K     | Yohann Thuram-Ulien                              |
| 17 | BFA | KP    | Gustavo Sangaré                                  |
| 18 | SEN | V     | Christophe Diedhiou                              |
| 19 | FRA | CS    | Mamadou Camara                                   |
| 20 | FRA | V     | Nadjib Cissé                                     |
| 23 | CAN | KP    | Justin Smith (kölcsönben a Nice csapatától)      |
| 24 | FRA | V     | Jason Pendant                                    |
| 27 | FRA | V     | Damon Bansais                                    |
| 30 | FRA | K     | Rudy Boulais                                     |
| 45 | SEN | CS    | Issa Soumaré (kölcsönben a Beerschot csapatától) |

## Sikerlista
- Francia kupa
  - döntős (2): 1926–27, 2011–12

## Elnökök
| Évek               | Név       |
| ------------------ | --------- |
| Firmin Seret       | 1904–1910 |
| Albert Lebas       | 1910–1920 |
| Amable Lozai       | 1920–1959 |
| Micheline Lozai    | 1959–1971 |
| Michel Tron-Lozai  | 1971–1979 |
| André Boeda        | 1971–1979 |
| Robert Beauchamps  | 1979–1983 |
| Marcellin Confiant | 1983–1987 |
| Michel Mutel       | 1987–2000 |
| Michel Mallet      | 2001–     |